# Alexandre Pourcel
Pour les articles homonymes, voir Pourcel.
Alexandre Pourcel, né le 23 septembre 1841 à Marseille et mort le 15 mars 1934 dans le 8e arrondissement de Paris, est un métallurgiste français.

## Biographie
Alexandre Pourcel, naît le 23 septembre 1841 à Marseille, fils de Jean Michel Pourcel, tailleur d'habits, et de Rose Marie Joséphine Blanc. 
De 1866 à 1874, il est ingénieur civil des Mines puis ingénieur en chef à compagnie Terrenoire, La Voulte et Bessègues. 
De 1883 à 1887, il se consacre à la création et l'organisation d'une aciérie à Bilbao en Espagne et de 1887 à 1890, d'une autre aciérie à Middleborough en Angleterre. 
De 1890 à 1903, il est conseiller technique à la société de Commentry, Fourchambault et Decazeville.
Il meurt le 15 mars 1934 dans le 8e arrondissement de Paris.

## Travaux reconnus
Vers 1875, Alexandre Pourcel travaillant aux hauts fourneaux de Terrenoire, met au point la fabrication de ferromanganèse. Pour cela, il fallut éviter l’action corrosive du manganèse sur les garnissages siliceux du creuset, désormais revêtu de briques de carbone, et adopter une allure très chaude avec un laitier accusant un indice de basicité très élevé,.

## Distinctions
Alexandre Pourcel est nommé chevalier de l'ordre national de la Légion d'honneur en 1921 et promu officier du même ordre en 1933. 
Il reçoit la médaille d'or de Bessemer en 1909.

## Pour approfondir